# Olivier de La Marche

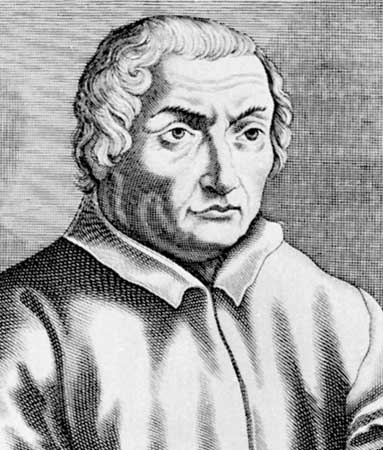
Olivier de la Marche

Olivier de La Marche (Kasteel van La Marche in Villegaudin, 1426 - Brussel, 1502) was dignitaris, diplomaat, officier-kapitein, dichter en kroniekschrijver aan het Bourgondische hof. Hij is onder meer bekend door zijn Mémoires de Messire Olivier de La Marche dat verscheen, na zijn dood, in 1562.

## Biografie
Olivier de La Marche was de zoon van Philippe de La Marche, bosmeester van Bourgondië en van Jeanne Bouton, dochter van de heer van Fay. Hij werd waarschijnlijk geboren in 1426 (sommige bronnen spreken van 1425) op het kasteel van La Marche, in Villegaudin, op de grens tussen het hertogdom Bourgondië en het graafschap Bourgondië. De familie dankte haar naam aan het Bourgondische domein van La Marche en mag men niet verwarren met de bekende grafelijke familie de La Marche.
Op dertienjarige leeftijd, hij was dan al twee jaar wees, trad hij in dienst van de hertogen van Bourgondië als page. In 1447 op zijn eenentwintigste was hij schildknaap-broodmeester van Filips de Goede. Hij vergezelde Karel de Stoute, de kroonprins van de Bourgondische dynastie, naar het graafschap Vlaanderen in 1452, waar hij aanwezig was tijdens de Slag bij Gavere, en werd bevorderd tot broodmeester van Karel in 1456. In 1454 toonde hij zijn organisatorische capaciteiten door het verloop van het bekende Banquet du Faisan in Rijsel in goede banen te leiden. Wat meteen toont dat hij ook aan het Hof van Filips de Goede op korte tijd persona grata was geworden.
In 1465 werd hij tot ridder geslagen tijdens de slag bij Montlhéry, een veldslag tussen Lodewijk XI van Frankrijk en de Ligue du Bien Public. Olivier de La Marche was aanwezig bij de onderhandelingen die leidden tot het verdrag van Péronne in 1468. Hij werd kamerheer en later kapitein van de wacht bij Karel de Stoute tijdens de Bourgondische Oorlogen (1474-1477). Hij leidde ook de ontvoering van hertogin van Savoie, zuster van Lodewijk XI.
Na de nederlaag van Karel de Stoute in de slag bij Nancy, werd Olivier gevangengenomen. Na de betaling van een losgeld keerde hij terug naar Vlaanderen om de erfgename van Karel, Maria van Bourgondië, te vervoegen en haar bij te staan tijdens de huwelijksonderhandelingen met Maximiliaan van Oostenrijk. Als hofmeester van deze laatste was hij onder andere belast met de controle van de rekeningen van de Vlaamse steden. Hij was ook betrokken bij de opvoeding van de Bourgondische kroonprins Filips de Schone. In 1483 keerde hij voor de laatste keer terug naar Frankrijk met een diplomatieke opdracht bij de koning. Het is in zijn laatste levensjaren dat hij het gros van zijn literaire werk schreef.
Ook uit zijn tweede huwelijk met Isabeau de Machefoing had hij geen kinderen. Zoals zijn echtgenote sloot hij zich aan bij de De Lelie een rederijkerskamer in Brussel. Zijn geschilderd blazoen vinden we terug in de broederschap van Onze-Lieve-Vrouw van Smarten die nauw verbonden was met die rederijkerskamer. Waarschijnlijk was hij bevriend met Jan Pertcheval, "prinsche" (prins) van de rederijkerskamer die zijn werk Le chevalier délibéré vertaalde in Den Camp van der doot.
Olivier de La Marche overleed in Brussel en werd er ook begraven in 1502 (of 1501 volgens sommige bronnen). Zijn graftombe in de abdijkerk van Sint-Jacob-op-Koudenberg werd vernield tijdens de godsdienstoorlogen.

## Literair werk

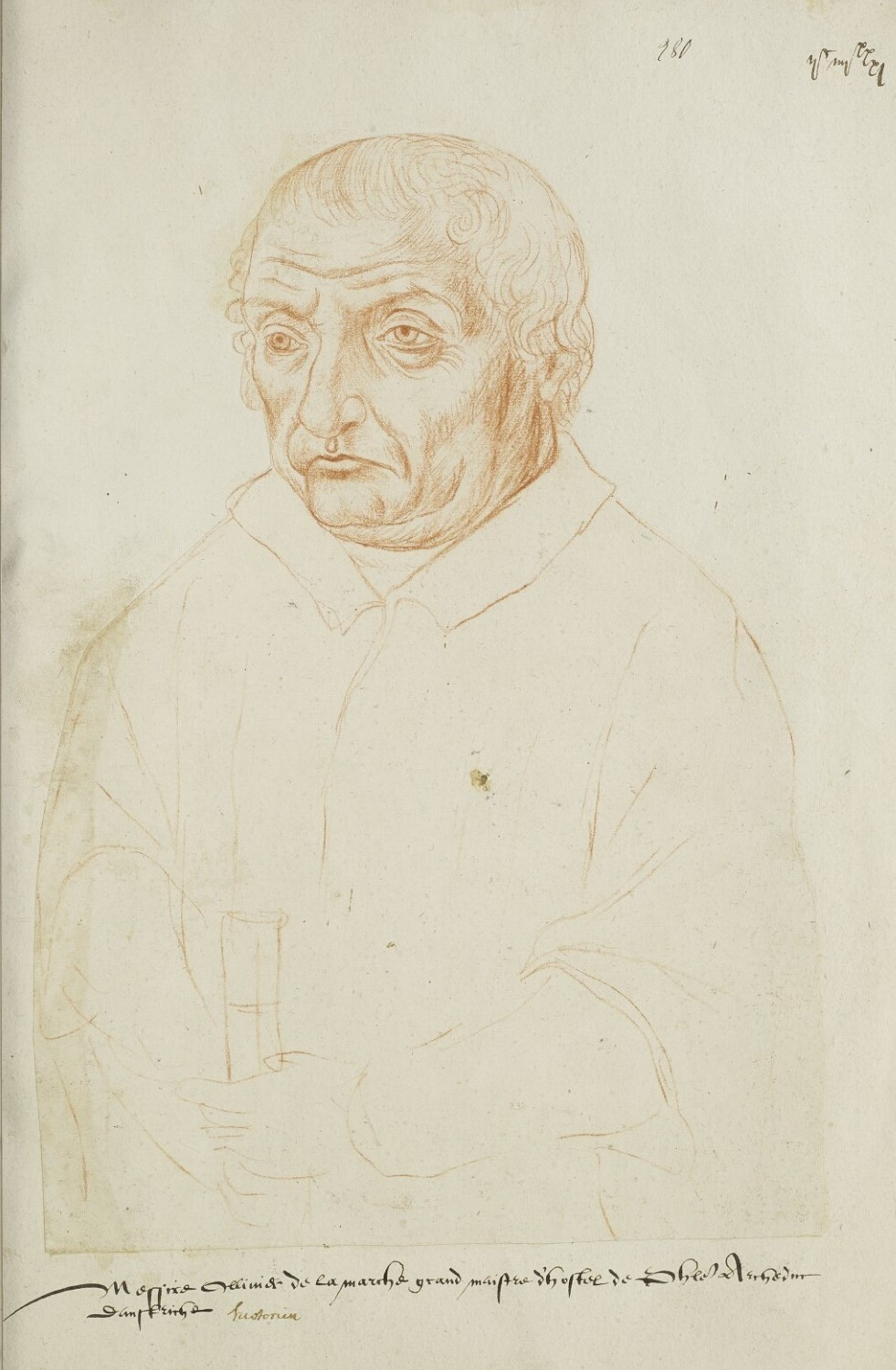

Olivier de La Marche was een bevoorrechte getuige van het leven aan het Bourgondische hof en van de strijd voor de heerschappij over Vlaanderen tussen het Franse koningshuis en de Bourgondiërs, later de Habsburgers op het einde van de 15e eeuw. Hij heeft met zijn Mémoires een interessante kroniek nagelaten over de periode van 1435 tot 1488 en over de militaire zeden en gewoontes van zijn tijd. Deze Mémoires zijn een interessante aanvulling op die van Philippe de Commynes die slechts beginnen met het jaar 1464. Daarnaast hebben we zijn gedicht Le chevalier délibéré (1483) en twee werken in proza en berijmd, namelijk le Parement et le Triomphe des dames d'honneur (1501), en la Source d'honneur pour maintenir la corporelle élégance des dames. Hij was ook in astrologie geïnteresseerd, wat resulteerde in De la puissance de nature et comment les corps célestiaux gouvernent naturellement le monde.

## Publicaties
- De la puissance de nature et comment les corps célestiaux gouvernent naturellement le monde.
- Estat de la maison du duc de Bourgogne (1474). Hierin behandelde Olivier de etiquette aan het Bourgondische hof.
- Traité de la Manière de célébrer la noble fête de la Toison d'or.
- La Source d'Honneur pour maintenir la corporelle élégance des Dames.
- Traité et Avis de quelques gentilhommes sur les duels et gages de bataille.
- Le chevalier délibéré (1483).
- Le Parement et le Triomphe des Dames d'Honneur (1501).
- Mémoires de Messire Olivier de La Marche.

## Externe referenties
- Les Mémoires van Messire Olivier de La Marche op Gallica.
- Website over de "Mémoires"
- Pour amour des Dames de France (rondeel)
- Le service du vin selon Olivier de La Marche